# ISO 31
A norma internacional ISO 31 (quantidades e unidades, International Organization for Standardization, 1992) foi o guia de estilo mais respeitado em todo o mundo para a utilização de unidades de medida e fórmulas envolvendo estas, em documentos científicos e educacionais. Na maiorias dos países, as notações utilizadas em livros escolares de matemática e ciências seguiam precisamente as orientações fornecidas pela ISO 31. Foi superada pela norma ISO/IEC 80000.
A norma divide-se em 14 partes:
ISO 31-0:  Princípios gerais
ISO 31-1:  Espaço e tempo
ISO 31-2:  Fenómenos periódicos e relacionados
ISO 31-3:  Mecânica
ISO 31-4:  Calor
ISO 31-5:  Electricidade e magnetismo
ISO 31-6:  Luz e radiações electromagnéticas relacionadas
ISO 31-7:  Acústica
ISO 31-8:  Química física e física molecular
ISO 31-9:  Física atómica e nuclear
ISO 31-10: Reacções nucleares e radiações ionizantes
ISO 31-11: Sinais e símbolos matemáticos para uso em ciências físicas e tecnologia
ISO 31-12: Números característicos
ISO 31-13: Física do estado sólido

## Consulte também
- SI – sistema de unidades internacional